# 条件法
条件法（じょうけんほう、英: conditional mood）とは、インド・ヨーロッパ語族に属する言語での文法概念である法のひとつ。英語では、仮定法のうち、wouldを使う活用形の部分、すなわち、ifで導かれる条件節を含まず、主節の動詞の活用のみを指す。なお、日本でのスペイン語教育においては直説法過去未来（完了）時制として教えられている時制も、同じ機能を担っている。
時制として考えた場合、現実性に乏しい仮定の帰結を述べる際に使われる。

## 英語の例
- If I were a millionaire, I would buy this house.
（大金持ちであればこの家を買うのだが: 現実には大金持ちではない）
- Without your support I wouldn't have finished this work.
（あなたの手助けがなければ私はこの仕事を終えることはできなかったでしょう: 実際には手助けがあった）

両者の例では、それぞれ現在や過去の事実（大金持ちではない／手助けがあった）をあえて否定した上で、その場合にはこうなったであろうという結論を導きだしているが、この場合に条件法が使われる。
また、英語などで非常に丁寧な依頼の文章を作る場合にI would like toという表現を使うが、これはこの条件法から派生した用法である。

## フランス語の例
英語と同様に、非現実の仮定に基づく結論の表現に用いられる。以下、上掲の英語の例文を仏訳する。
- Si j'étais un millionnaire, je voudrais acheter cette maison.
- Sans votre soutien, je n’aurais pas fini ce travail.

また過去における未来の表現にも、同じ活用が用いられる。
- Il a dit qu'il rentrerait au Japon le lendemain.
（彼は翌日日本に帰ると言った）
参考までに上記の文を直接話法で書くと、
  - Il a dit: «Je rentrerai  au Japon demain.»

（彼は「明日日本に帰る」と言った）斜体は単純未来形